# Élections législatives islandaises de 1974
Les élections législatives islandaises de 1974 se déroulent le 30 juin 1974. Le Parti de l'indépendance reste le plus important parti du Parlement islandais, en gagnant 17 des 40 sièges de la Chambre basse de l'Althing.
Geir Hallgrímsson devient Premier ministre d'Islande. Il forme une coalition Parti de l'indépendance-Parti du progrès.

## Résultats
| Partis                   | Partis                                        | Voix    | %     | +/−  | Sièges par chambre | Sièges par chambre | Sièges par chambre | Sièges par chambre |
| Partis                   | Partis                                        | Voix    | %     | +/−  | Basse              | +/−                | Haute              | +/−                |
| ------------------------ | --------------------------------------------- | ------- | ----- | ---- | ------------------ | ------------------ | ------------------ | ------------------ |
|                          | Parti de l'indépendance (D)                   | 48 764  | 42,73 | 6,51 | 17                 | 2                  | 8                  | 1                  |
|                          | Parti du progrès (B)                          | 28 381  | 24,87 | 0,41 | 11                 | en stagnation      | 6                  | en stagnation      |
|                          | Alliance du peuple (G)                        | 20 924  | 18,34 | 1,21 | 7                  | en stagnation      | 4                  | 1                  |
|                          | Parti social-démocrate (A)                    | 10 345  | 9,07  | 1,39 | 3                  | 1                  | 2                  | en stagnation      |
|                          | Union des libéraux et de la gauche (F)        | 5 245   | 4,60  | 4,31 | 2                  | 1                  | 0                  | 2                  |
|                          | Ligue communiste révolutionnaire (R)          | 200     | 0,18  | Nv.  | 0                  | en stagnation      | 0                  | en stagnation      |
|                          | Mouvement communiste - marxiste-léniniste (K) | 121     | 0,11  | Nv.  | 0                  | en stagnation      | 0                  | en stagnation      |
|                          | Parti démocrate de Reykjavík (N)              | 67      | 0,06  | Nv.  | 0                  | en stagnation      | 0                  | en stagnation      |
|                          | Parti démocrate du Nord-Est (M)               | 42      | 0,04  | Nv.  | 0                  | en stagnation      | 0                  | en stagnation      |
|                          | Parti démocrate de Reykjanes (P)              | 19      | 0,02  | Nv.  | 0                  | en stagnation      | 0                  | en stagnation      |
|                          |                                               |         |       |      |                    |                    |                    |                    |
| Votes valides            | Votes valides                                 | 114 108 | 98,73 |      |                    |                    |                    |                    |
| Votes blancs et nuls     | Votes blancs et nuls                          | 1 467   | 1,27  |      |                    |                    |                    |                    |
| Total                    | Total                                         | 115 575 | 100   | –    | 40                 | en stagnation      | 20                 | en stagnation      |
| Abstentions              | Abstentions                                   | 10 813  | 8,56  |      |                    |                    |                    |                    |
| Inscrits / participation | Inscrits / participation                      | 126 388 | 91,44 |      |                    |                    |                    |                    |